# 索爾沃什

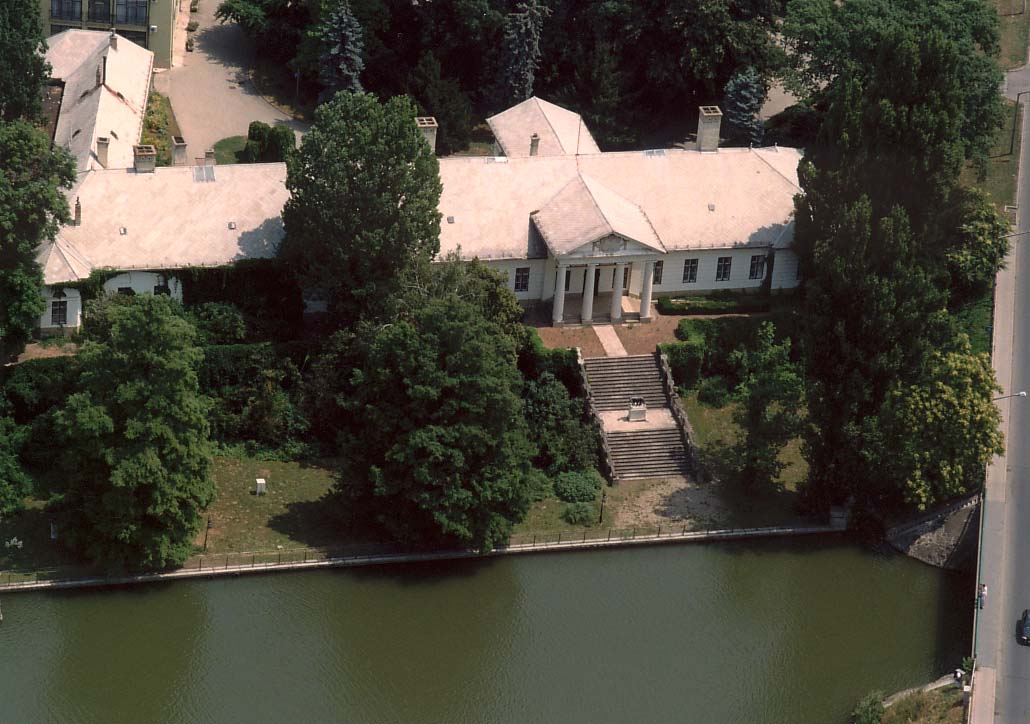

索爾沃什是匈牙利的城鎮，位於該國東南部，距離首府貝凱什喬包47公里，由貝凱什州負責管轄，面積161.7平方公里，2011年人口17,181，其中約四成居民信奉信義宗。

## 友好城市
- 俄羅斯謝爾多布斯克 1970年
- 斯洛伐克波普拉德 1980年
- 芬兰凱烏魯 1983年
- 羅馬尼亞弗勒希察 1994年
- 羅馬尼亞巴拉奧爾特 1997年
- 斯洛伐克馬拉茨基 2000年

## 外部連結
- The town's official homepage
- Website of the Szarvas International Jewish Youth Camp （页面存档备份，存于）
- A fan-operated website dedicated to the summer camp
- Aerial photographs of Szarvas （页面存档备份，存于）

46°52′N 20°33′E / 46.867°N 20.550°E